# Askøy
Askøy este o comună din provincia Hordaland, Norvegia.